# (30421) Jameschafer
(30421) Jameschafer est un astéroïde de la ceinture principale d'astéroïdes.

## Description
(30421) Jameschafer est un astéroïde de la ceinture principale d'astéroïdes. Il fut découvert le 4 juin 2000 à Socorro (Nouveau-Mexique) par le projet LINEAR. Il présente une orbite caractérisée par un demi-grand axe de 2,80 UA, une excentricité de 0,12 et une inclinaison de 9,7° par rapport à l'écliptique.

## Compléments